# Lodewijk Antoon Reyphins
Lodewijk Antoon Reyphins (Roesbrugge-Haringe, 22 november 1767 - Brussel, 26 januari 1838) was een politicus uit het Verenigd Koninkrijk der Nederlanden.

## Levensloop
Reyphins was een advocaat uit Ieper die tot de vooraanstaande Zuid-Nederlandse Tweede Kamerleden behoorde. Hij was een uitstekend debater, die als een van de weinige Vlamingen niet uitsluitend in het Frans sprak. Reyphins was tegenstander van het (Noord-Nederlandse) belastingstelsel. Hij steunde net als Dotrenge echter wel de antiklerikale politiek van koning Willem I en kwam zodoende steeds meer in het regeringskamp.
Hij was lid van de Tweede Kamer der Staten-Generaal, van 21 september 1815 tot 18 oktober 1830 (voor West-Vlaanderen). Gedurende twee zittingsperioden, van oktober 1828 tot oktober 1829 zetelde hij als Tweede Kamervoorzitter
Hij was ook lid van de Raad van State van 1 juni 1827 tot 8 november 1830 (benoemd bij KB van 8 mei 1827)